# 近光滑小檗
近光滑小檗（学名：Berberis sublevis）是小檗科小檗属的植物。分布在印度、缅甸以及中国大陆的四川、云南等地，生长于海拔1,500米至2,700米的地区，多生长于河岸边、山坡灌丛中和林中，目前尚未由人工引种栽培。

## 异名
- Berberis sublevis W. W. Smith var. grandifolia Ahrendt
- Berberis sublevis W. W. Smith var. microcarpa (Hook. f. et Thoms.) Ahrendt